# Stora primtal

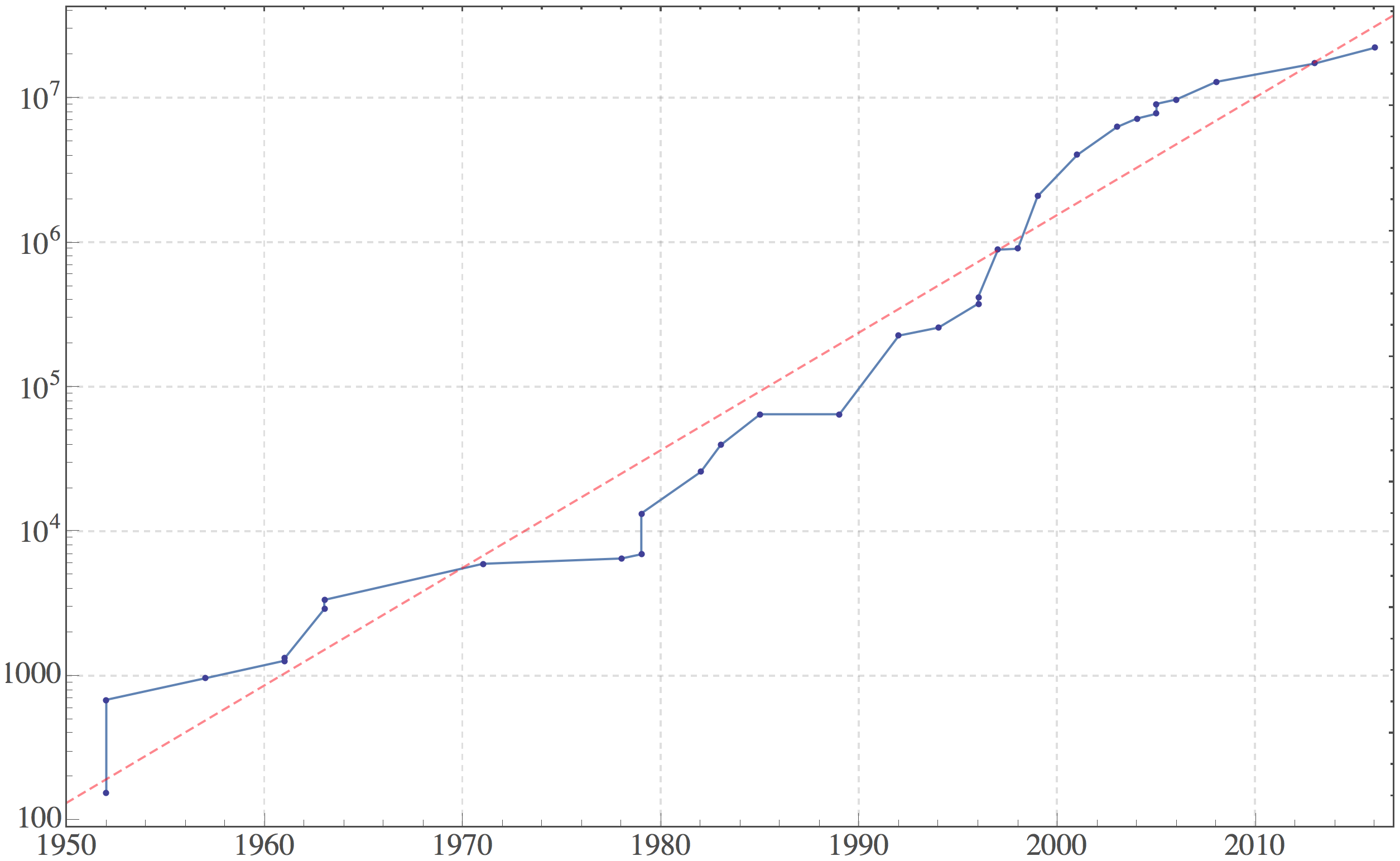
Graf över antalet siffror i det (dåvarande) största kända primtalet efter år, därefter den elektroniska datorn. Observera att den vertikala skalan är logaritmisk. Den röda linjen är den exponentiella kurvan för bästa passform: y = exp(0,188439 t - 362,591), där t är år.

Det största kända primtalet är 2136 279 841 − 1, vilket är ett tal som innehåller 41 024 320 siffror. Det hittades av Luke Durant från Great Internet Mersenne Prime Search (GIMPS) 2024.
Ett primtal är ett tal som är större än 1 och inte har några andra delare än 1 och sig självt. Euklides bevisade att det inte finns något största primtal – det vill säga att det finns ett oändligt antal primtal, så flera matematiker och amatörer fortsätter att söka efter stora primtal.
Många av de största kända primtalen är Mersenneprimtal, ett tal av formen 2n − 1. De sju största kända primtalen är Mersenneprimtal (i oktober 2024).
Genomförandet av Lucas–Lehmers primtalstest med snabb fouriertransform för Mersennetal är snabbt jämfört med andra primtalstest för andra typer av tal.

## Nuvarande rekord
Rekordet för största kända primtalet innehas för närvarande av 2136 279 841 − 1 som innehåller 41 024 320 siffror. De första och sista 120 siffrorna i talet är:
881694327503833265553939100378117358971207354509066041067156376412422630694756841441725990347723283108837509739959776874 ...
(41 024 080 siffror utesluts)

... 85280651793145941256795756828422828812409610970796114830584934976608576417071506040940450962210466555507670621948687155

## Priser
Det finns flera priser som erbjuds av Electronic Frontier Foundation (EFF) för upptäckt av rekordstora primtal.
Rekordet passerade en miljon siffror år 1999, och då gavs 50 000 $. År 2008 passerade rekordet tio miljoner siffror, och då gavs 100 000 $ och en Cooperative Computing Award från Electronic Frontier Foundation. Time kallade det den 29:e toppupptäckten år 2008. Ytterligare priser erbjuds för upptäckten av ett primtal med minst hundra miljoner siffror och minst en miljard siffror.

## Historia
Följande tabell visar utvecklingen av de största kända primtalet i stigande ordning. Här är Mn = 2n − 1, Mersennetalet med exponent n.
| Tal                    | Antal siffror | Upptäcktsår | Noteringar                                          |
| ---------------------- | ------------- | ----------- | --------------------------------------------------- |
| M127                   | 39            | 1876        | Upptäckt av Édouard Lucas                           |
| 180 × (M127)2 + 1      | 79            | 1951        | Med hjälp av universitetets i Cambridge EDSAC-dator |
| M521                   | 157           | 1952        |                                                     |
| M607                   | 183           | 1952        |                                                     |
| M1279                  | 386           | 1952        |                                                     |
| M2203                  | 664           | 1952        |                                                     |
| M2281                  | 687           | 1952        |                                                     |
| M3217                  | 969           | 1957        |                                                     |
| M4423                  | 1332          | 1961        |                                                     |
| M9689                  | 2917          | 1963        |                                                     |
| M9941                  | 2993          | 1963        |                                                     |
| M11213                 | 3376          | 1963        |                                                     |
| M19937                 | 6002          | 1971        |                                                     |
| M21701                 | 6533          | 1978        |                                                     |
| M23209                 | 6987          | 1979        |                                                     |
| M44497                 | 13395         | 1979        |                                                     |
| M86243                 | 25962         | 1982        |                                                     |
| M132049                | 39751         | 1983        |                                                     |
| M216091                | 65050         | 1985        |                                                     |
| 391 581 × 2216 193 − 1 | 65087         | 1989        |                                                     |
| M756839                | 227832        | 1992        |                                                     |
| M859433                | 258716        | 1994        |                                                     |
| M1257787               | 378632        | 1996        |                                                     |
| M1398269               | 420921        | 1996        |                                                     |
| M2976221               | 895932        | 1997        |                                                     |
| M3021377               | 909526        | 1998        |                                                     |
| M6972593               | 2098960       | 1999        |                                                     |
| M13466917              | 4053946       | 2001        |                                                     |
| M20996011              | 6320430       | 2003        |                                                     |
| M24036583              | 7235733       | 2004        |                                                     |
| M25964951              | 7816230       | 2005        |                                                     |
| M30402457              | 9152052       | 2005        |                                                     |
| M32582657              | 9808358       | 2006        |                                                     |
| M43112609              | 12978189      | 2008        |                                                     |
| M57885161              | 17425170      | 2013        |                                                     |
| M74207281              | 22338618      | 2016        |                                                     |
| M77232917              | 23249425      | 2017        |                                                     |
| M82589933              | 24862048      | 2018        |                                                     |
| M136279841             | 41024320      | 2024        |                                                     |

## De tio största kända primtalen
| Nr | Primtal                  | Upptäckare | Upptäcktsdatum   | Antal siffror | Källa |
| -- | ------------------------ | ---------- | ---------------- | ------------- | ----- |
| 1  | 282 589 933 − 1          | GIMPS      | 7 december 2018  | 24 862 048    | [ 1 ] |
| 2  | 277 232 917 − 1          | GIMPS      | 3 januari 2018   | 23 249 425    |       |
| 3  | 274 207 281 − 1          | GIMPS      | 7 januari 2016   | 22 338 618    | [ 6 ] |
| 4  | 257 885 161 − 1          | GIMPS      | 25 januari 2013  | 17 425 170    | [ 2 ] |
| 5  | 243 112 609 − 1          | GIMPS      | 23 augusti 2008  | 12 978 189    | [ 2 ] |
| 6  | 242 643 801 − 1          | GIMPS      | 12 april 2009    | 12 837 064    | [ 7 ] |
| 7  | 237 156 667 − 1          | GIMPS      | 6 september 2008 | 11 185 272    | [ 7 ] |
| 8  | 232 582 657 − 1          | GIMPS      | 4 september 2006 | 9 808 358     | [ 7 ] |
| 9  | 10 223 × 231 172 165 + 1 |            | 31 oktober 2016  | 9 383 761     | [ 8 ] |
| 10 | 230 402 457 − 1          | GIMPS      | 15 december 2005 | 9 152 052     | [ 9 ] |

GIMPS fann de 12 senaste posterna på ordinära datorer som drivs av deltagare runt om i världen.